# Моя жизнь (мультфильм)
«Моя жизнь» — российский короткометражный мультипликационный фильм, снятый на студии «Аргус интернейшнл» в 2000 году.

## Сюжет
Недавно родившийся поросенок рассказывает о своей жизни, пока ещё не разбираясь в её сложности и жестокости. Вокруг него много равнодушия, страдания и смерти, но он не замечает ничего из этого и интерпретирует с позиции наивности и оптимизма.
Картины сельского быта, непосредственный, но чёрный юмор. Философские вопросы и долгий взгляд на заходящее солнце.

## Создатели
| режиссёр                  | Наталья Березовая                                                               |
| сценаристы                | А. Яни, Максим Поляков                                                          |
| художник                  | Максим Поляков                                                                  |
| художники-мультипликаторы | Алексей Маштаков, Олег Пичугин, Наталья Березовая, Екатерина Захарченко, А. Яни |
| оператор                  | Владимир Березовой                                                              |
| продюсер                  | Владимир Репин                                                                  |
| композитор                | В. Козлова                                                                      |
| звукорежиссёр             | Н. Смирнов                                                                      |

## Продолжение
В 2014 вышло продолжение — мультсериал «Поросёнок» от анимационной студии «Пилот» Александра Татарского. Анимация стала компьютерной, но сохранила большую часть стилистики оригинала. Сюжеты стали более детскими и менее мрачными, но взрослый пласт понимания сохранился. Герой продолжает рассказывать о жизни на ферме, видя её наивным детским взглядом.

## Фестивали и награды
- Мультфильм участвовал в Тарусе — 2001.
- Награда «За самый смешной мультфильм в мире» анимационного фестиваля Анесси.[1]
- VIII МКФ «КРОК» : Приз в категории фильмов для детей — «Моя жизнь» Натальи Березовой (Россия).[2]